# Eskil Sundahl

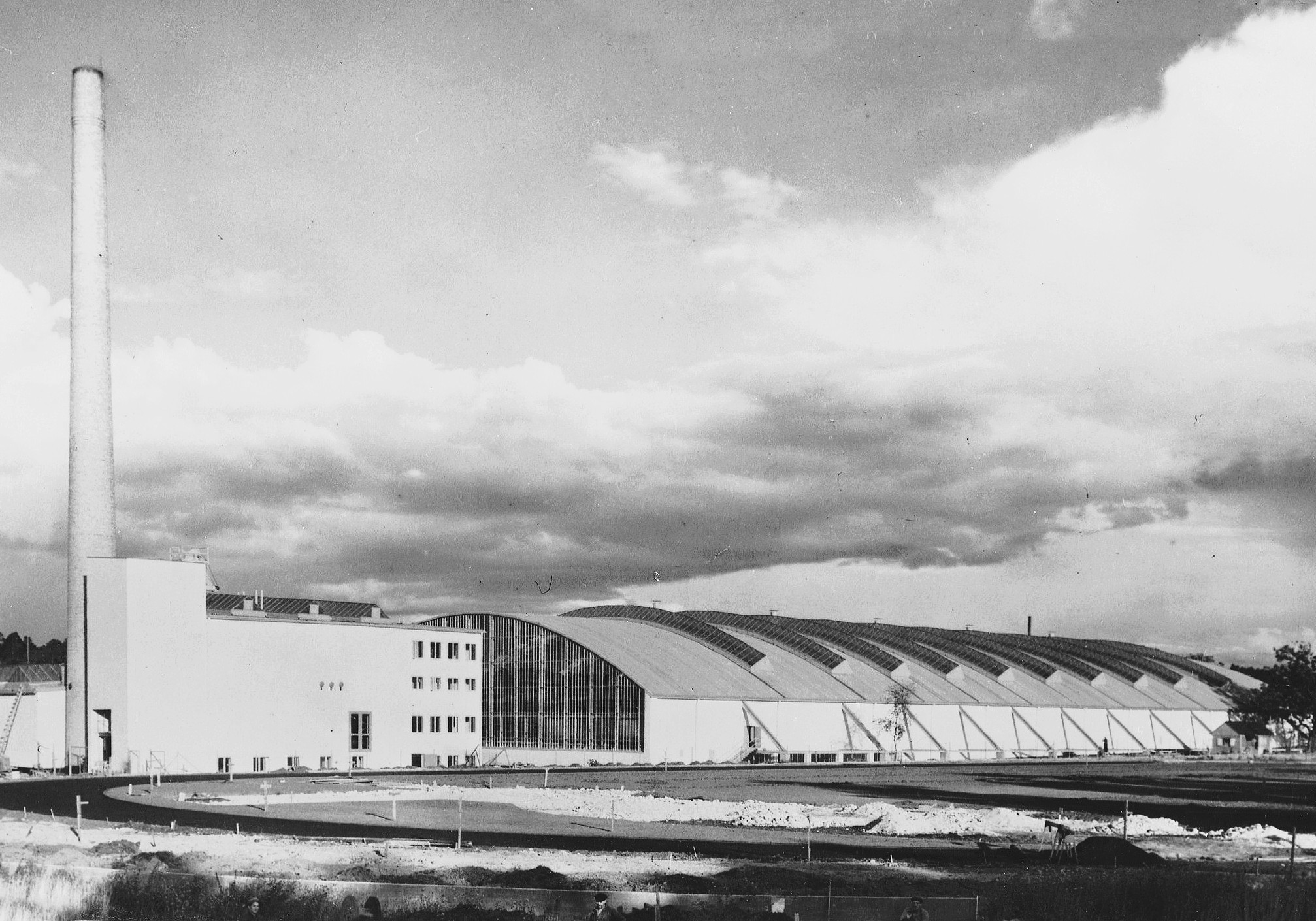
Cochera de autobuses Hornsberg, Estocolmo (1931-1938)

Eskil Sundahl (Estocolmo, 22 de octubre de 1890 - Estocolmo, 23 de julio de 1974) fue un arquitecto racionalista sueco. 

## Trayectoria
Estudió en la Escuela Superior de Bellas Artes de Estocolmo, donde se tituló en 1917. Trabajó un tiempo con Isak Gustaf Clason y Erik Lallerstedt, hasta que en 1920 abrió su propio estudio. Paralelamente, en 1924 fue nombrado presidente de la Oficina Cooperativa de Arquitectos (Kooperativa förbundets arkitektkontor o KFAI), desde la que realizó numerosos proyectos industriales y de viviendas; ejerció este cargo hasta 1958.
Una de sus primeras realizaciones en la KFAI fue el conjunto de viviendas e instalaciones industriales de Kvarnholmen (1925-1927), que por su modernidad despojada de cualquier referencia clásica se convirtió en modelo de la arquitectura moderna en el país.
En 1931 fue uno de los redactores del manifiesto Acceptera, junto a Erik Gunnar Asplund, Wolter Gahn, Sven Markelius, Gregor Paulsson y Uno Åhrén, en el que defendían la arquitectura funcionalista, que había cobrado un gran auge en Suecia gracias al impulso iniciado en la Exposición de Estocolmo de 1930.
Una de sus obras más relevantes fue la cochera de autobuses Hornsberg en Estocolmo (1931-1938), que destaca por sus arcos de 55 m de vuelo y sus piñones acristalados. En 1935 construyó la sede de la KFAI en Slussen (Estocolmo), identificable por sus fachadas de mármol liso. Otras obras con la KFAI fueron las fábricas Luma y Gustavberg.
Ejerció también como profesor, impartiendo clases desde 1936 en la Escuela Central de Estocolmo.